# Katherine, Northern Territory
Katherine är en ort i Australien. Den ligger i kommunen Katherine och territoriet Northern Territory, omkring 270 kilometer sydost om territoriets huvudstad Darwin. Antalet invånare är 5 849.
Trakten runt Katherine är nära nog obefolkad, med mindre än två invånare per kvadratkilometer.. Det finns inga andra samhällen i närheten.
Omgivningarna runt Katherine är huvudsakligen savann. Genomsnittlig årsnederbörd är 1 011 millimeter. Den regnigaste månaden är januari, med i genomsnitt 219 mm nederbörd, och den torraste är juli, med 1 mm nederbörd.